# Induktive Dimension
Bei der kleinen und großen induktiven Dimension handelt es sich um zwei im mathematischen Teilgebiet der Topologie betrachtete Dimensionsbegriffe. Diese Begriffe verwenden keinerlei algebraische Konstruktionen zur Festlegung einer Dimension, wie es etwa aus der Theorie der Vektorräume bekannt ist, sondern lediglich den betrachteten topologischen Raum selbst. Es handelt sich um eine Alternative zur Lebesgue’schen Überdeckungsdimension, die mit {\displaystyle \mathrm {dim} } bezeichnet und hier zu Vergleichszwecken herangezogen wird.

## Motivation
Der Idee der induktiven Dimension liegt die Beobachtung zugrunde, dass der Rand einer {\displaystyle n}-dimensionalen Kugel {\displaystyle (n-1)}‑dimensional ist, wobei {\displaystyle n}-dimensional hier im Sinne der Differentialgeometrie (siehe Mannigfaltigkeit) oder einfach rein anschaulich zu verstehen ist. Dies legt den Gedanken nahe, den Begriff Dimension {\displaystyle n} einer Menge auf den Begriff Dimension {\displaystyle n-1} des Randes dieser Menge zurückzuführen und so eine induktive Definition anzustreben.
Da ein einpunktiger Raum, der sicher die Dimension 0 erhalten soll, einen leeren Rand hat, muss man die Dimension der leeren Menge als −1 festlegen. Eine Umsetzung der Idee der induktiven Definition führt dann auf folgende zwei Varianten:

## Definition

### Die kleine induktive Dimension
Die kleine induktive Dimension {\displaystyle \mathrm {ind} (X)\,} eines topologischen Raums {\displaystyle X} ist wie folgt definiert:
- {\displaystyle \mathrm {ind} (X)=-1} genau dann, wenn {\displaystyle X=\emptyset }.
- {\displaystyle \mathrm {ind} (X)\leq n}, falls es zu jedem Punkt {\displaystyle x\in X} und jeder offenen Umgebung {\displaystyle U} von {\displaystyle x} eine offene Umgebung {\displaystyle V} von {\displaystyle x} gibt mit {\displaystyle {\overline {V}}\subset U} und {\displaystyle \mathrm {ind} (\partial V)\leq n-1}.

Damit ist erklärt, was {\displaystyle \mathrm {ind} (X)\leq n} bedeutet. Man definiert weiter:
- {\displaystyle \mathrm {ind} (X)\,=\,n}, falls {\displaystyle \mathrm {ind} (X)\leq n} und nicht {\displaystyle \mathrm {ind} (X)\leq n-1}
- {\displaystyle \mathrm {ind} (X)\,=\,\infty }, falls für kein {\displaystyle n\in \mathbb {N} } die Ungleichung {\displaystyle \mathrm {ind} (X)\leq n} gilt.

### Die große induktive Dimension
Ersetzt man den Punkt {\displaystyle x\in X} aus der Definition der kleinen induktiven Dimension durch eine beliebige abgeschlossene Menge, so erhält man den Begriff der großen induktiven Dimension. Genauer: Die große induktive Dimension {\displaystyle \mathrm {Ind} (X)\,} eines topologischen Raums {\displaystyle X} ist wie folgt definiert:
- {\displaystyle \mathrm {Ind} (X)=-1} genau dann, wenn {\displaystyle X=\emptyset }.
- {\displaystyle \mathrm {Ind} (X)\leq n}, falls es zu jeder abgeschlossenen Menge {\displaystyle A\subset X} und jeder offenen Umgebung {\displaystyle U} von {\displaystyle A} eine offene Umgebung {\displaystyle V} von {\displaystyle A} gibt mit {\displaystyle {\overline {V}}\subset U} und {\displaystyle \mathrm {Ind} (\partial V)\leq n-1}.

Damit ist erklärt, was {\displaystyle \mathrm {Ind} (X)\leq n} bedeutet. Man definiert weiter:
- {\displaystyle \mathrm {Ind} (X)\,=\,n}, falls {\displaystyle \mathrm {Ind} (X)\leq n} und nicht {\displaystyle \mathrm {Ind} (X)\leq n-1}
- {\displaystyle \mathrm {Ind} (X)\,=\,\infty }, falls für kein {\displaystyle n\in \mathbb {N} } die Ungleichung {\displaystyle \mathrm {Ind} (X)\leq n} gilt.

## Bemerkungen
- Da in {\displaystyle T_{1}}-Räumen die einpunktigen Teilmengen abgeschlossen sind, folgt für solche Räume sofort {\displaystyle \mathrm {ind} (X)\leq \mathrm {Ind} (X)}.
- Ist {\displaystyle X} ein diskreter Raum, so ist {\displaystyle \mathrm {dim} (X)=\mathrm {ind} (X)=\mathrm {Ind} (X)\,=\,0}.
- Die Aussage {\displaystyle \mathrm {ind} (X)\leq n} lässt sich wie folgt umformulieren: Jeder Punkt {\displaystyle x\in X} hat eine Umgebungsbasis aus abgeschlossenen Mengen mit Rändern der kleinen induktiven Dimension {\displaystyle \leq n-1}. Insbesondere hat in diesem Fall jeder Punkt eine Umgebungsbasis aus abgeschlossenen Mengen, so dass dieser Begriff erst in regulären Räumen sinnvoll ist.
- Die Aussage {\displaystyle \mathrm {Ind} (X)\leq n} lässt sich wie folgt umformulieren: Zu je zwei disjunkten, abgeschlossenen Teilmengen {\displaystyle A,B\subset X} gibt es offene Umgebungen {\displaystyle U\supset A} und {\displaystyle V\supset B} mit {\displaystyle U\cap V=\emptyset }, {\displaystyle \mathrm {Ind} (\partial U)\leq n-1} und {\displaystyle \mathrm {Ind} (\partial V)\leq n-1}. Insbesondere lassen sich in diesem Fall je zwei disjunkte, abgeschlossene Mengen durch offene Mengen trennen, so dass dieser Begriff erst in normalen Räumen sinnvoll ist.
- Während bei der kleinen induktiven Dimension jedem Punkt des Raumes in naheliegender Weise eine Dimension zugeordnet werden kann, ist dies bei der großen induktiven Dimension nicht möglich, diese bezieht sich auf den Gesamtraum.

## Sätze über die induktive Dimension

### Vergleiche
Ist {\displaystyle X} ein metrischer Raum, so gilt nach einem Satz von M. Katětov
{\displaystyle \mathrm {ind} (X)\leq \mathrm {Ind} (X)\leq \mathrm {dim} (X)}.
Ein Satz von P. S. Alexandrow besagt für kompakte Hausdorffräume:
{\displaystyle \mathrm {dim} (X)\leq \mathrm {ind} (X)\leq \mathrm {Ind} (X)}.
Gleichheit hat man für separable metrisierbare Räume:
{\displaystyle \mathrm {ind} (X)\,=\,\mathrm {Ind} (X)\,=\,\mathrm {dim} (X)}.
K. Nagami hat einen normalen Raum {\displaystyle X} konstruiert, für den {\displaystyle \mathrm {ind} (X)=0}, {\displaystyle \mathrm {dim} (X)=1} und {\displaystyle \mathrm {Ind} (X)=2} gilt.

### Kompaktifizierung
Es bezeichne {\displaystyle \beta X} die Stone-Čech-Kompaktifizierung von {\displaystyle X}. Dann gilt
- N. Wendenisow: Ist {\displaystyle X} normal, so gilt {\displaystyle \mathrm {Ind} (X)=\mathrm {Ind} (\beta X)}.
- J. R. Isbell: Ist {\displaystyle X} normal, so gilt {\displaystyle \mathrm {dim} (X)=\mathrm {dim} (\beta X)}.
- Eine analoge Aussage für die kleine induktive Dimension ist falsch.

### Teilmengensatz
{\displaystyle \mathrm {Ind} } und {\displaystyle \mathrm {dim} } genügen dem Teilmengensatz für total normale Räume, das heißt
- Ist {\displaystyle X} total normal und {\displaystyle Y\subset X}, so gilt {\displaystyle \mathrm {Ind} (Y)\leq \mathrm {Ind} (X)} (bzw. {\displaystyle \mathrm {dim} (Y)\leq \mathrm {dim} (X)}).

### Summensatz
Die große induktive Dimension genügt dem Summensatz für vollständig normale Räume, das heißt
- C. H. Dowker: Ist {\displaystyle X} vollständig normal und {\displaystyle (F_{n})_{n\in \mathbb {N} }} eine Folge abgeschlossener Mengen mit {\displaystyle X=\bigcup _{n\in \mathbb {N} }F_{n}}, so gilt {\displaystyle \mathrm {Ind} (X)\leq \sup _{n\in \mathbb {N} }\mathrm {Ind} (F_{n})}.

- Für allgemeine normale Räume gilt der Summensatz weder für {\displaystyle \mathrm {ind} } noch für {\displaystyle \mathrm {Ind} }, nicht einmal dann, wenn man sich auf kompakte Hausdorffräume einschränkt.

### Produktsatz
Man sagt, dass ein Dimensionsbegriff einen Produktsatz erfüllt, wenn die Dimension des Produktraumes zweier Räume gegen die Summe der Dimensionen dieser beiden Räume abgeschätzt werden kann. Beachte {\displaystyle \mathbb {R} ^{n}\times \mathbb {R} ^{m}\cong \mathbb {R} ^{n+m}}.
- Sind {\displaystyle X} und {\displaystyle Y} nicht-leere reguläre Hausdorffräume, so gilt {\displaystyle \mathrm {ind} (X\times Y)\leq \mathrm {ind} (X)+\mathrm {ind} (Y)}.
- Sind {\displaystyle X} perfekt normal und {\displaystyle Y} metrisierbar und beide nicht-leer, so gilt {\displaystyle \mathrm {Ind} (X\times Y)\leq \mathrm {Ind} (X)+\mathrm {Ind} (Y)}.
- Für die Überdeckungsdimension {\displaystyle \mathrm {dim} } gilt eine analoge Aussage, wenn {\displaystyle X} und {\displaystyle Y} beide metrisierbar sind oder wenn {\displaystyle X} parakompakt und {\displaystyle Y} kompakt sind.